# Uzelina medeia
Uzelina medeia är en insektsart som beskrevs av Rauno E. Linnavuori 1977. Uzelina medeia ingår i släktet Uzelina och familjen dvärgstritar. Inga underarter finns listade i Catalogue of Life.